# Магареће године (филм)
„Магареће године” је босанскохерцеговачки и француски филм из 1994. године. Режирао га је Ненад Диздаревић који је заједно са Тариком Хаверићем написао и сценарио по делу Бранка Ћопића.

## Радња
Ово је прича о доживљајима групе дечака и девојчица у раздобљу преласка из детињства у свет одраслих, о искуствима сазревања и настојању да сачувају своје дечије поверење и наду.

## Улоге
| Глумац              | Улога               |
| ------------------- | ------------------- |
| Драшко Трнинић      | Бранкић             |
| Седин Кахриман      | Баја                |
| Игор Бјелан         | Дуле Дабић          |
| Есведин Хусић       | Крсто Бува          |
| Милан Лазић         | Бранко Мандић       |
| Миленко Лазић       | Ранко Мандић        |
| Биљана Прерадовић   | Зора Танковић       |
| Сабина Табић        | Зора Кутић          |
| Срдан Ерић          | Хамид               |
| Емир Арсланагић     | Бобо Гицо           |
| Давор Јањић         | Смрдоња             |
| Љубиша Самарџић     | Јово „Шкандал”      |
| Анте Вицан          | Префект             |
| Раде Шербеџија      | Наратор (глас)      |
| Миливоје Мића Томић | Професор географије |
| Миралем Зупчевић    | Професор математике |
| Јадранка Селец      | Зорина мајка        |
| Младен Нелевић      | Зорин отац          |
| Мирко Влаховић      | Вјероучитељ         |
| Славко Михачевић    |                     |
| Инес Фанчовић       |                     |
| Марко Станић        |                     |
| Небојша Вељовић     |                     |
| Раде Чоловић        |                     |